# Dasher
Dasher es un software de accesibilidad a ordenadores para personas con dificultad para escribir con un teclado, que permite hacerlo con leves movimientos de ratón o dispositivos de entrada similares o que lo simulen, lo que incluye joysticks, trackballs, pulsadores, tapetes táctiles, pantallas táctiles, pero también punteros controlados por los pies, la cabeza o incluso con los ojos. También se puede manejar con el Wii Remote.
Dasher está licenciado bajo GPL y disponible para distinta plataformas, Microsoft Windows, Linux y Pocket PC entre otras.
Dasher fue inventado por David J. C. MacKay y desarrollado por David Ward y otros miembros del grupo de investigación de Cambridge MacKay. El Dasher project (proyecto Dasher) recibe soporte de la Gatsby Charitable Foundation.

## Diseño
Su utilización puede parecer complicada, pero tras pocos minutos de uso se consigue una velocidad de escritura superior a otros sistemas 
utilizables por personas con discapacidad. En síntesis se trata de que los caracteres están en bloques de color que vuelan de un lado a 
otro de la pantalla y con el puntero hay que ir «capturándolos» para ir componiendo el texto deseado, pero sabiendo que el orden de 
letras, números y símbolos es siempre el mismo, que nos orienta su color y que el tamaño de cada bloque obedece a su mayor o menor 
probabilidad estadística. Para borrar basta situar el cursor a la izquierda de la pantalla; el proceso se invierte y los 
caracteres van eliminándose. La probabilidad de cada bloque se calcula sobre la base de textos de ejemplo de cada idioma, que también pueden 
estar especializados en un tema concreto e, incluso, el software puede «aprender» de los textos escritos por el usuario en concreto, 
modificándose la interfaz o protocolo a lo largo del tiempo para reflejar dicho aprendizaje. En definitiva, se consigue una rápida 
escritura con mínimos movimientos del puntero. EL algoritmo de texto predictivo es en inglés, por lo que no está 
optimizada para el español.

## Funciones y características
El paquete de Dasher contine varios archivos que no dependen de una arquitectura de software determinada:
- descripciones del alfabeto para todos los idiomas
- opciones de modificación de colores de letras
- archivos de entrenamiento en todos los idiomas

Dasher permite usar los siguientes parámetros opcionalmente para modificarlo:
-o     Dasher aparecerá sin caja de edición de texto y por defecto empezará a introducir texto en otras ventanas.
-p     Dasher abrirá una ventana de preferencias y no la ventana principal.
-s     Dasher pondrá fuera el texto introducido a stdout dondequiera que parase. Solo el texto introducido desde la última parada será llevado fuera.
-w     En cualquier momento que Dasher sea parado, el tiempo utilizado, el n.º de caracteres introducidos y el n.º de bits de información serán mostrados, con cocientes (ratios) de tales cantidades.